# Forges des Salles
 (juillet 2017).
Si vous disposez d'ouvrages ou d'articles de référence ou si vous connaissez des sites web de qualité traitant du thème abordé ici, merci de compléter l'article en donnant les références utiles à sa vérifiabilité et en les liant à la section « Notes et références ».

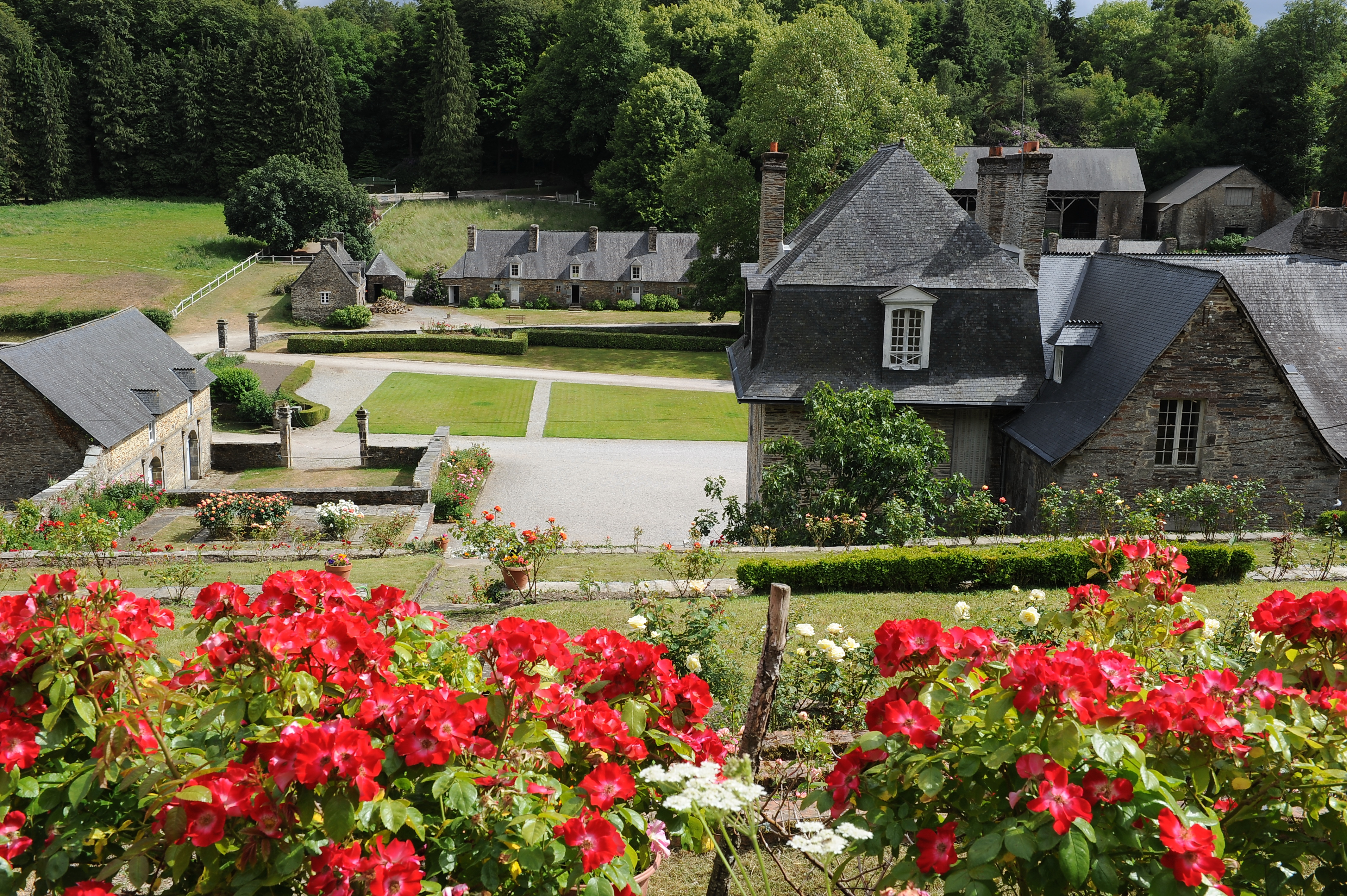
Vue du village sidérurgique des forges des Salles depuis le haut du jardin en Thabor.

Les Forges des Salles, situées sur les communes de Sainte-Brigitte (Morbihan) et Perret (Côtes-d'Armor) en Centre-Bretagne, sont un ancien village sidérurgique, fondé en 1623 et dont les principaux bâtiments datent des derniers aménagements qui sont apportés au XVIIIe et XIXe siècles.
Propriété de la famille du Pontavice, ce site abrite une des forges à bois les plus anciennes de Bretagne, vestige rare d'une activité prospère et industrielle pendant près de trois siècles jusqu'à l'extinction du haut fourneau en 1877. Son excellente conservation témoigne du patrimoine industriel breton qui ne fut pas qu'agricole à cette époque.

## Histoire

### Une activité très ancienne
Il est probable que le minerai de fer ait été ici exploité dés l'époque gallo-romaine, même si on n'en a pas de preuves certaines. Au voisinage de château des Salles de Rohan, on trouve des amas de scories qui semblent être les résidus de bas fourneaux et de petites forges à bras, mis à feu par des paysans dans l'anarchie la plus complète. C'est pour mettre fin à cette exploitation anarchique, que Henri II de Rohan, crée les forges des Salles (du nom de sa forteresse, le château des Salles et de l'étang du même nom à quelques centaines de mètres du site). Cette création rentre peut-être aussi dans un projet économique et même politique plus vaste : Henri II de Rohan, en tant que chef des calvinistes en Bretagne, a pu avoir le désir d'entreprendre et de conforter, à travers une initiative industrielle et moderne, la minorité menacée des protestants.

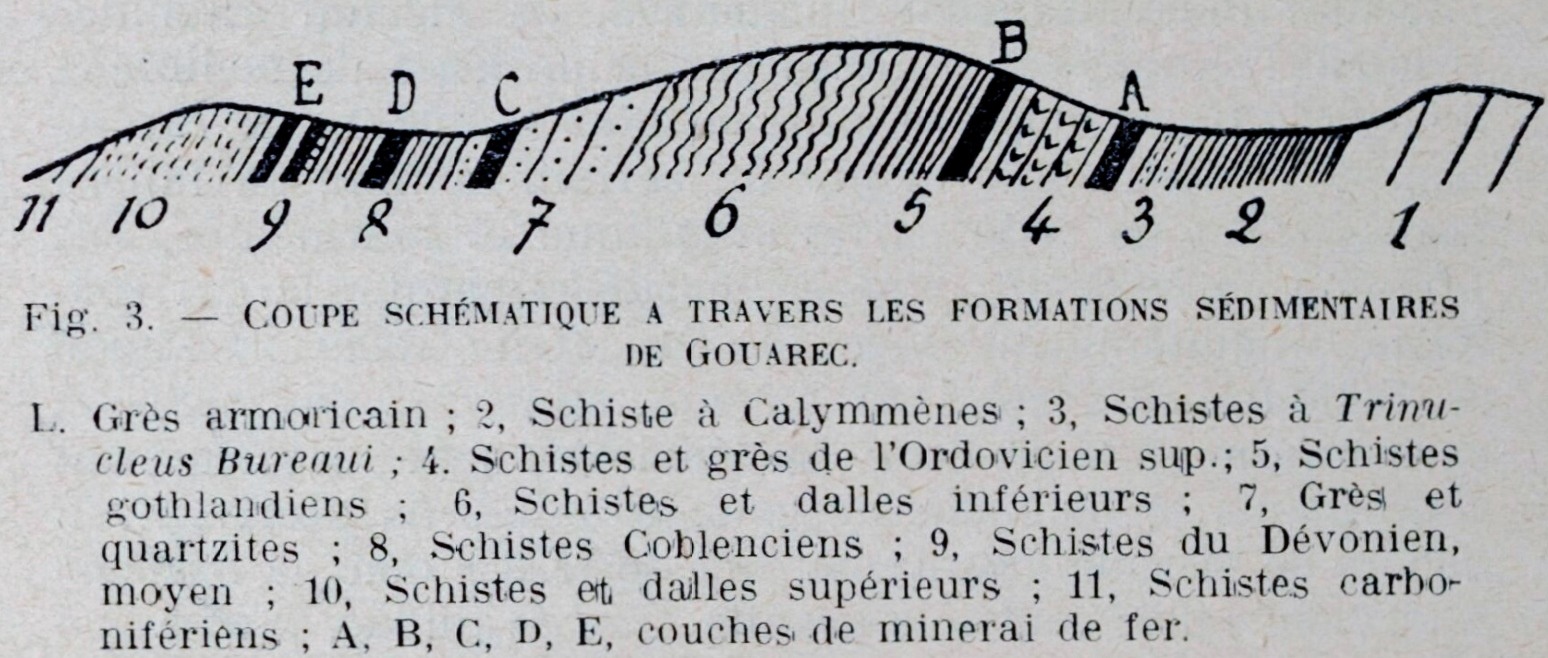
Coupe géologique de la région de Gouarec montrant notamment le minerai de fer (F. Kerforne, 1920).

### Construction des hauts-fourneaux
Les premiers hauts-fourneaux à soufflerie hydraulique apparaissent en Bretagne en 1505. Auparavant, on fabriquait du fer dans des fourneaux à bras.
De 1621 à 1623 sont construites les forges des Salles, au cœur de la forêt de Quénécan, sur le domaine et à la demande de Henri II qui ouvre la métallurgie bretonne sur l'extérieur, en faisant appel à un protestant, Geoffroy de Finement, sieur d'Augicourt. Cet ancien maître de forges qui est recruté dans la principauté de Liège où est mise au point à la fin du XVIe siècle une innovation, la fenderie (établissement hydraulique permettant de fendre les plaques de fer entre deux cylindres à taillants, procédé particulièrement adapté à la fabrication de fers à clous, la spécialité des forges bretonnes), signe un bail de 25 ans avec le duc. Le choix du site est judicieux : on trouve du minerai de fer dans un rayon d'une vingtaine de kilomètres autour, les forêts avoisinantes peuvent fournir le charbon de bois et la rivière qui passe dans la vallée permet de faire tourner une roue à aubes, laquelle actionne les soufflets de la forge.
Après la mort de Geoffroy de Finement, des baux sont signés avec d'autres maîtres de forges et des nobles bretons qui développent l'activité, grâce notamment aux commandes militaires des arsenaux de Brest et de Lorient, mais surtout aux besoins en outillage du monde agricole.

### Révolution française
Le découpage départemental décidé lors de la Révolution française fait passer la limite entre le Morbihan et les Côtes-du-Nord par le « Pont Lann » qui se jette dans le Blavet qui traverse le site et est enjambé par la passerelle. En conséquence, le village des Salles possédait deux bureaux de poste et vaut « aujourd'hui à la famille Pontavice de payer des impôts dans les deux départements, mais également d’être accompagné dans les rénovations soit par l'architecte des bâtiments de France des Côtes-d’Armor, soit par celui du Morbihan ».
Pendant la Révolution française, De Boishardy, avec 1 200 hommes, attaque en janvier 1795 les forges des Salles. Ayant rasé tous les patriotes et pillé les maisons, les chouans emportent les armes : 40 fusils, deux canons et un baril de poudre.

### XIXesiècle
Louis Henri de Janzé, alors locataire des forges, les rachète en 1802. Il acquiert également des forges de Lanouée. Les forêts françaises sont à la limite de la surexploitation pour fabriquer la grande quantité de charbon de bois nécessaire à la sidérurgie et à l'industrie textile. L'année suivante sont prises les premières mesures de protection de la forêt de Quénécan. La famille de Janzé entreprend des plantations d'arbres et d'autres mesures de restauration de la forêt.
La « forge neuve » est construite en 1815 sur le dernier étang et en 1833 ouvre l'école. Riant et Langlois, industriels nantais, sont les bailleurs en 1841. La fabrication de fer aux forges des Salles prend fin car la forge et la fonderie s'arrêtent. Les bailleurs continuent à faire fabriquer de la fonte dans le haut-fourneau, et vendent des écorces aux tanneries de Pontivy.
En 1844, la petite halle à charbon est construite et est mise à feu le nouveau haut fourneau (l'actuel). La forge neuve est transformée en 1847 en moulin à tan. Ce moulin est affermé aux frères Simon de Martigné-Ferchaud.
Garnier, homme d'affaires nantais est le bailleur en 1853. La naissance de nouveaux procédés industriels change également les lieux de production. On passe d'une production domestique à une production plus intensive. Mais aux forges des Salles, on ne change ni le procédé ni la production. En 1842, les Salles produisent 1 620 t de fonte à partir de 4 860 tonnes de minerai, 2 430 t de charbon de bois et « 890 t » de castine (fondant issu du calcaire de Cartravers). Au cœur des années 1850, au moment de l'âge d'or des Salles, 500 tonnes d'acier y sont produites tous les ans,. L'usine comprend alors trois hauts fourneaux, une affinerie (atelier de transformation de la fonte en fer), une fenderie et trois étangs artificiels, mais pas de logements pour les ouvriers. Un canal est creusé pour alimenter le lavoir à mines.
Les derniers aménagements apportés à l'ensemble, en 1858-1859, comportent notamment le complexe de fusion avec l'enveloppe du haut fourneau (construit sur l'emplacement du fourneau Riant), les infrastructures hydrauliques en partie souterraines, les installations de maréchalerie, les écuries, la halle à charbon avec la rampe d'accès au fourneau, etc. L'étang du village est comblé pour raisons sanitaires. Carré-Kérisouët, maîtres des Forges du Vaublanc, est bailleur en 1865 et en 1870 les sœurs du Saint-Esprit s'installent aux forges. Elles gèrent l'école et une petite pharmacie.
Comme la plupart des autres forges bretonnes, les Salles sont condamnées par les modes opératoires désuets (notamment le procédé de la fonte au bois, choix dicté par les ressources naturelles) qui y sont maintenus, les rendant moins compétitives que les forges à coke, notamment les anglaises favorisées par le traité de commerce franco-britannique de 1860 qui abaisse notablement le prix de la fonte. Le minerai local pauvre en fer (30 % en moyenne), l'absence de renouvellement commercial, la concurrence de la grande métallurgie britannique et lorraine favorisée par la construction des chemins de fer, sont les autres facteurs qui précipitent son déclin malgré une conjoncture provisoirement favorable dans la seconde moitié du XIXe siècle. Le haut-fourneau s'arrête définitivement le 1er juillet 1877. La famille de Janzé cherche à reclasser les ouvriers en développant d'autres activités sur le site (construction d'un moulin à tan pour fabriquer de la poudre d’écorce utilisé pour le séchage des peaux, reconversion dans les exploitations forestières de Quénécan), ce qui n'enraye pas le déclin. D'où la "fossilisation" du site, étonnamment bien conservé. Le village sidérurgique des Salles prend une valeur de symbole de la désindustrialisation de la Bretagne au XIXe siècle.

### XXesiècle: le déclin
En 1940, les Allemands occupent la forêt de Quénécan. Le camp de munition des Allemands explose le 3 août 1944.
Le café-épicerie ferme en 1954 et l'école mixte, tenue par les Filles du Saint-Esprit, en 1968. Les descendants des quelques ouvriers restés dans le village en tant qu'agriculteurs, habitent jusque dans les années 1980. Depuis ces années, l'ensemble de l'ancien complexe sidérurgique des Salles (village et 3 000 ha de la forêt de Quénécan) appartient à M. et Mme Jacques du Pontavice, descendants du lignage de Janzé, par l'alliance de la famille du Luart. Ils y poursuivent la tradition de la chasse à courre en faisant du manoir un relais de chasse.
Les façades et toitures de l'ensemble des bâtiments des Forges des Salles font l'objet d'une inscription au titre des monuments historiques depuis le 25 septembre 1981.
La forge neuve, le jardin en terrasses et les maisons des contremaîtres des Forges des Salles font l'objet d'une inscription au titre des monuments historiques depuis le 24 décembre 1993.
En 1990, Jacques du Pontavice charge son épouse Éliane et leur belle-fille Florence de créer l'« Association des Amis des forges des Salles ». L'association fait ouvrir le lieu au public en 1992 et mène depuis les travaux de restauration des bâtiments selon les méthodes traditionnelles.

### XXIesiècle: restauration, tourisme et patrimoine

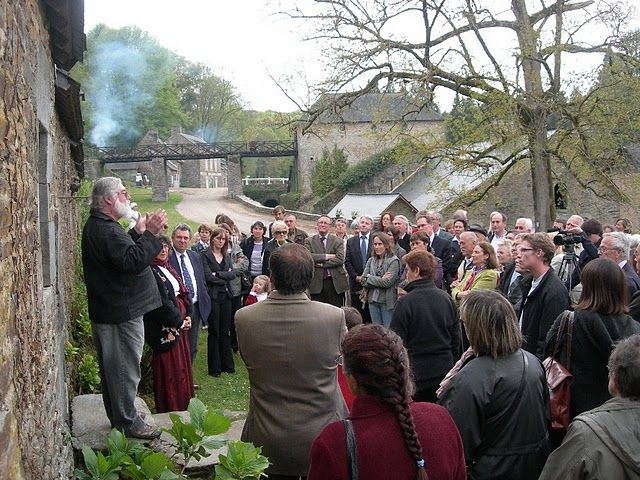
Visite guidée des forges des Salles.

L'association des Amis des forges des Salles poursuit les travaux de restauration, fait rénover le musée et modernise l'exposition permanente en 2015. Les bénéfices des visites (entre 10 000 et 15 000 visiteurs par an) et à des subventions départementales continuent à être destinés à la préservation du site, à la restauration des bâtiments, en particulier des toitures. Les Pontavice misent aussi sur l'hébergement insolite (gîtes retapés dans les maisons d'ouvriers et de contremaîtres, cabanes dans les arbres ou sur pilotis, orangerie).
Les Forges font partie du « pays des Rohan » qui a obtenu le 20 janvier 2020 le label Pays d'art et d'histoire récompensant les efforts de conservation et de valorisation du patrimoine du « territoire assis sur un périmètre historique correspondant à l’ancienne terre de pouvoir de la famille de Rohan pendant 700 ans d’histoire ».

## Architecture
Construit sur deux niveaux, le village de 4 ha sur un domaine forestier 3 000 ha, rassemble toutes les caractéristiques propres aux premières cités ouvrières formant une communauté de 150 à 200 personnes (ouvriers et leurs familles) en autarcie. Disposition des habitations, type d'ateliers, inclinaison des chemins, tout a été minutieusement réfléchi pour faciliter le travail… Sous les fenêtres du maître de forges.
Le village est réparti sur deux niveaux : l'un destiné au labeur, l'autre à l'habitat. Les espaces de vie et de travail sont répartis de part et d'autre des canaux d'irrigation, et sont raccordés par un plan incliné en pente douce, ceci afin de faciliter les communications et le transport de marchandises. Cette contiguïté des espaces de vie et de travail est typique de tous les sites sidérurgiques de l'Ancien Régime.

« La disposition classique de l'occupation du terrain est parfaite. Au nord, sur un coteau, la maison du maître domine l'ensemble des installations industrielles. Le côté ouest est constitué de la digue de retenue des eaux et sur le côté sud sont établis les magasins de charbon et à minerai, ainsi que des logements pour le personnel. Ces demeures sont un exemple très caractéristique de la façon dont était conçue au XVIIIe siècle cette première forme de cité ouvrière. »

— Daumas, in Archéologie Industrielle
Les Salles « étonnent par l'importance et la conservation de leur bâti, leur fonctionnelle beauté et leur remarquable intégration à la nature environnante. On y retrouve la triple fonctionnalité écologique, technique et sociale avec, véritable épine dorsale des sites, l'agencement des ateliers industriels autour du haut fourneau, qu'encadrent dans une intention aussi bien dissymétrique que prosélytique, logis ouvriers et bâtiments de direction ».

### La rangée - les logis des forgerons
Les ouvriers permanents, appelés « internes », sont hébergés sur place avec leurs familles dans ces bâtiments spécialement conçus pour eux. Construite à la fin du XVIIIe siècle, la Rangée des forgerons est particulièrement cohérente : c'est un alignement de douze logements identiques en schiste gris local et de pierres de taille de granit gris pour les encadrements, orientés au nord. Ils sont liés par un même toit en ardoises surmonté de lignolets. Ces logis communiquent deux par deux et comportent une pièce unique au rez-de-chaussée, au sol originellement en terre battue, puis dallé de schiste. Cette pièce de m2 à peu-près, comporte une cheminée à gauche de l'entrée (avec son chaudron et sa galettoire), de nombreux lits (trois générations se regroupent sous son toit) et d'une trappe pour accéder au grenier à foin. Elle est accostée au sud d'une ou deux remises qui faisaient usage de crèche pour les animaux ou de cellier, d'un petit jardin et d'une chanvrière. Chaque famille de forgeron possède généralement une poule et souvent une vache, avec le droit de la faire paître sur les terres du domaine. Près du petit muret du ruisseau de la forge, deux cabinets d'aisance étaient mis à disposition de la population. En 1841, 73 personnes habitent la Rangée et les deux maisons voisines.
Mais, malgré le caractère quelque peu privilégié de cette « aristocratie » ouvrière, ces habitations ne présentaient que très peu de signes de richesse. Ils étaient souvent originaires de Normandie, ou de la région de Châteaubriant. Ils s'appelaient Vavasseur, Luneau, Laumaillé, Barbier, Launay, Baniel. Les familles de forgerons formaient une communauté francophone à l'intérieur de ce pays breton.

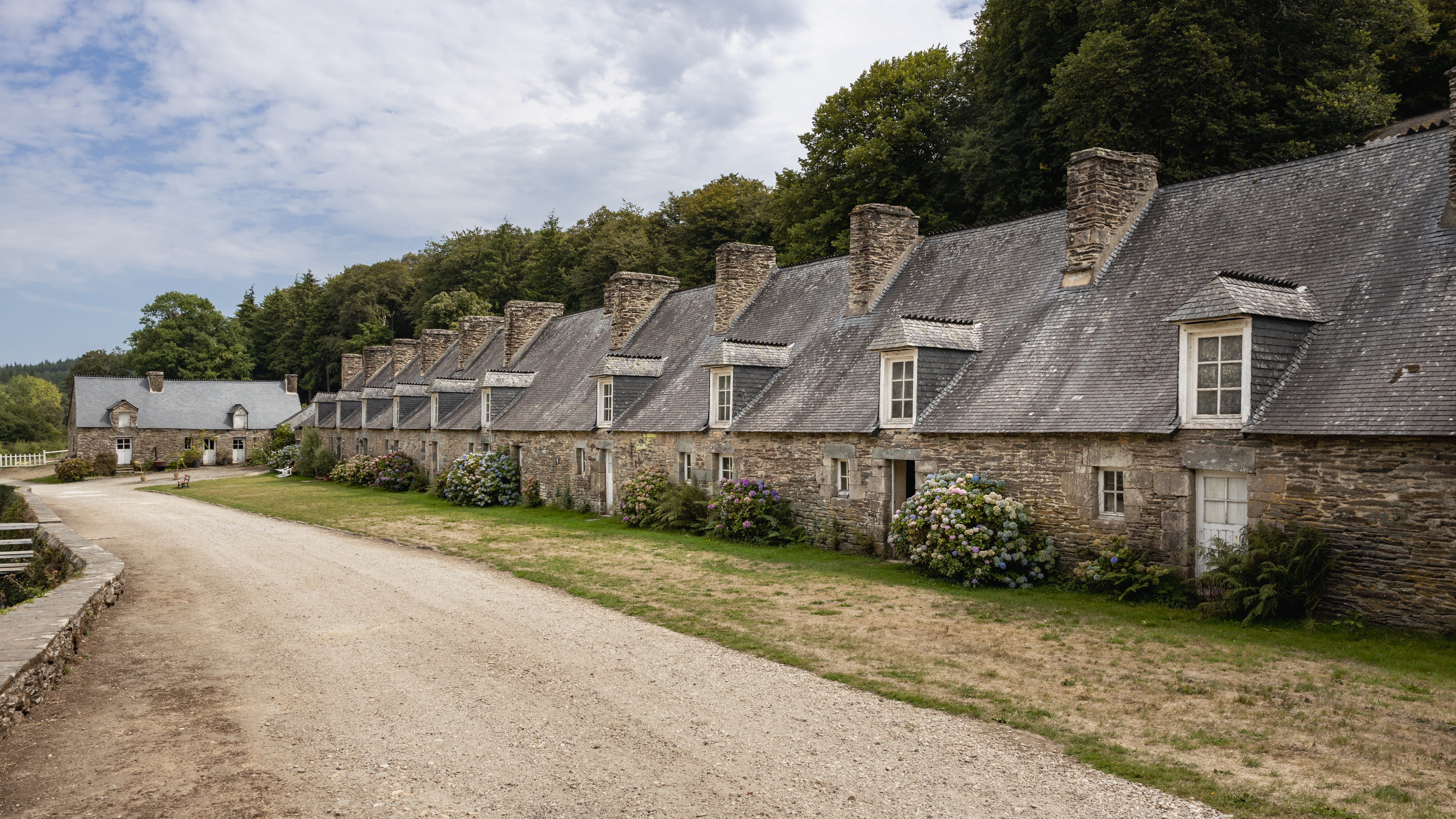
La rangée qui évoque le coron avant l'heure.
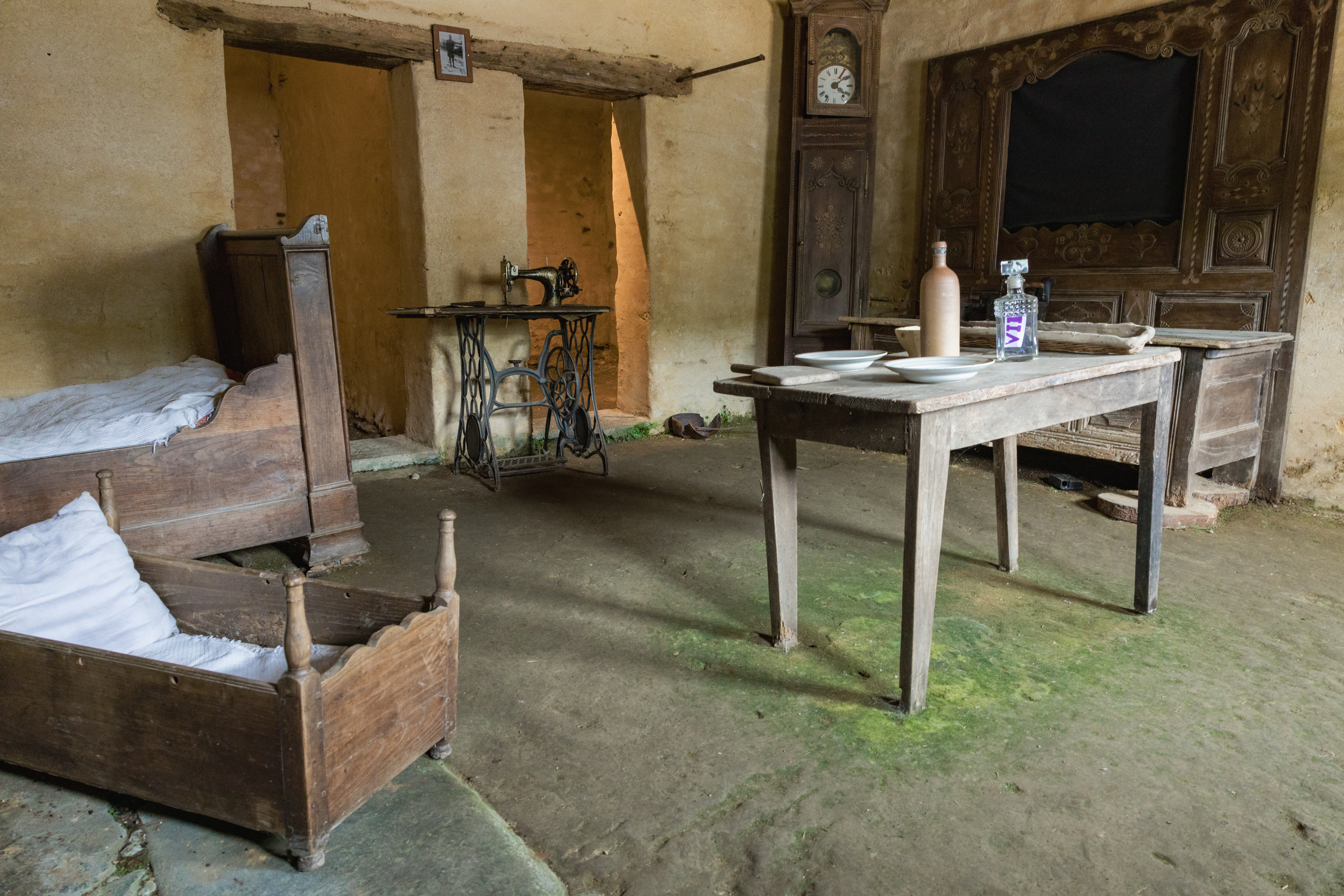
Un logis.

### Les halles – du transport au stockage de charbon et de minerai

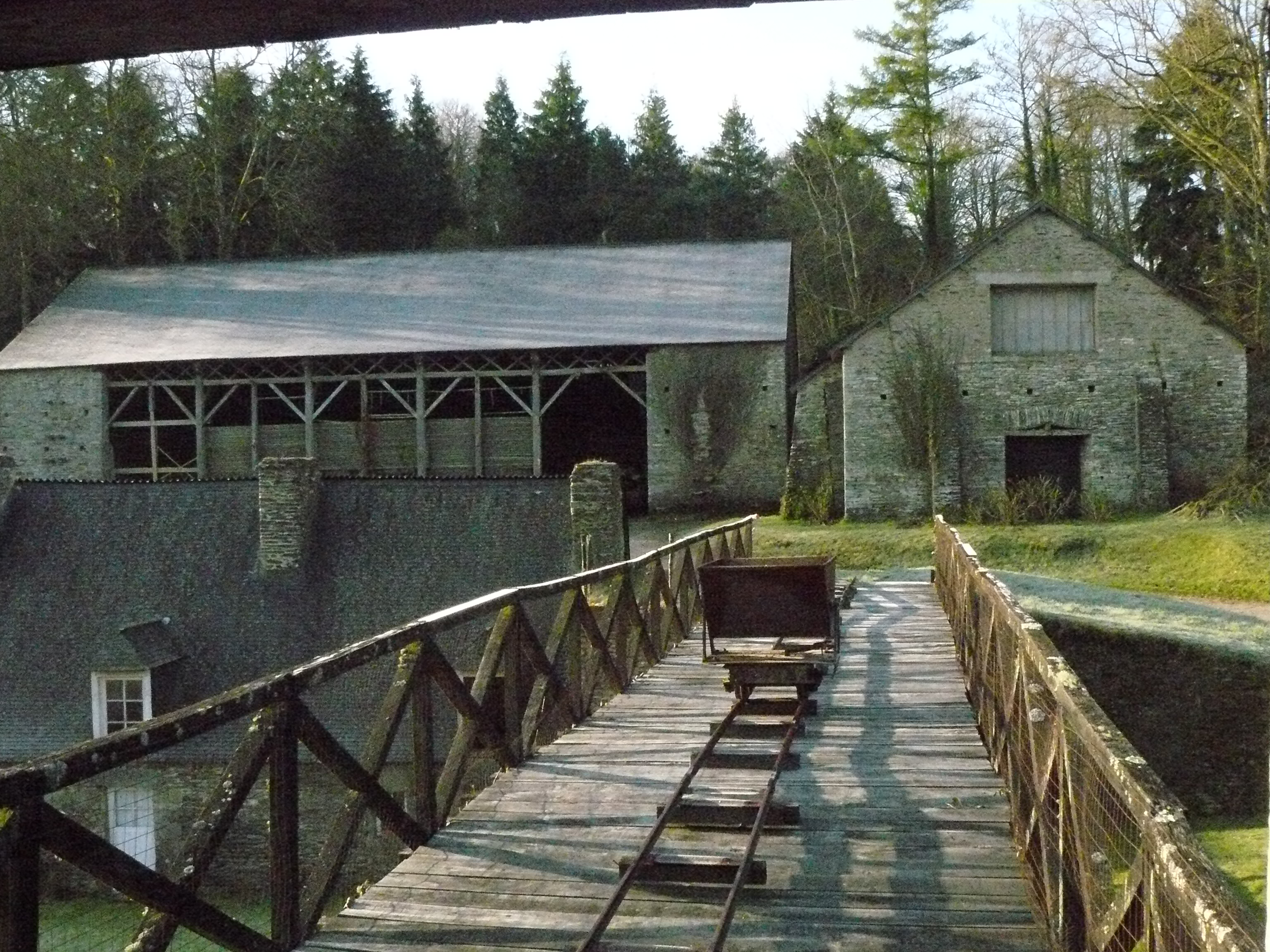
Grande et petite halle.

Dans la forêt, les sactiers chargent le charbon et le minerai destinés au haut-fourneau. La mauvaise qualité des chemins et l'éloignement des chantiers peuvent rendre le travail très difficile. Quand les chemins sont praticables, les sactiers transportent minerai et charbon jusqu'à la forge dans des charrettes. En hiver et lorsque les conditions sont défavorables, ils chargent la marchandise directement sur le dos de petits chevaux. Le minerai est placé de chaque côté de l'animal dans des sacs de 30 à 40 kg, et le charbon de bois, plus encombrant, dans un seul de 50 à 60 kg. Les meilleurs chevaux peuvent transporter jusqu'à 120 kg. Arrivés à destination, les sactiers viennent remplir la grandes halle de stockage du village sidérurgique : le charbon est déversé depuis l'arrière par les ouvertures du haut et tombe dans la halle par gravité. Les croisillons et les palisses[Quoi ?] en bois permettent d'aérer le charbon, tout en le protégeant. La petite halle à côté stocke le minerai de fer et la castine.

### L'école

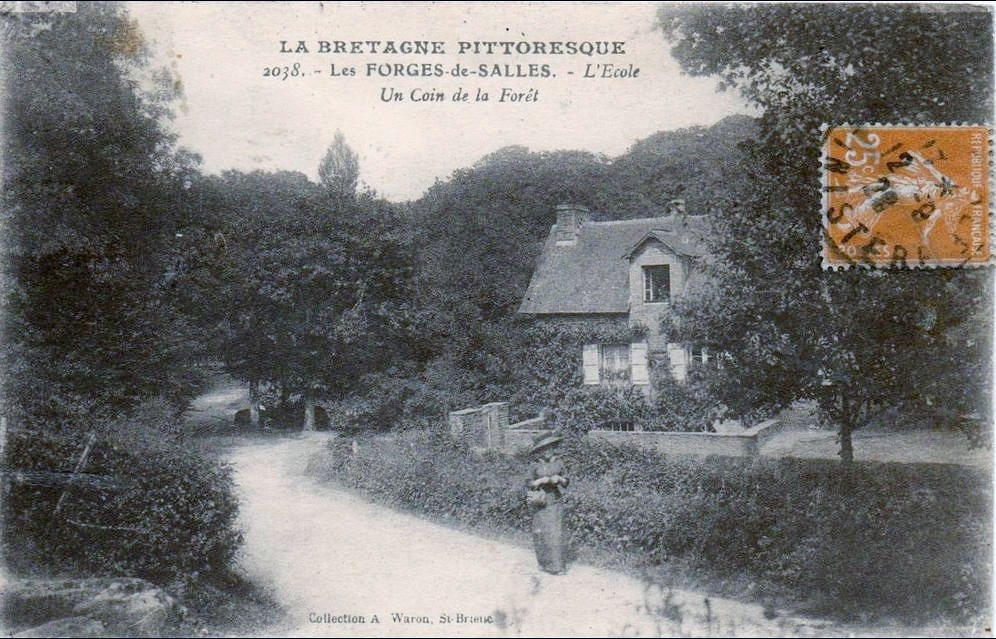
Sainte-Brigitte : l'école de Forges-des-Salles dans la décennie 1920 (carte postale).

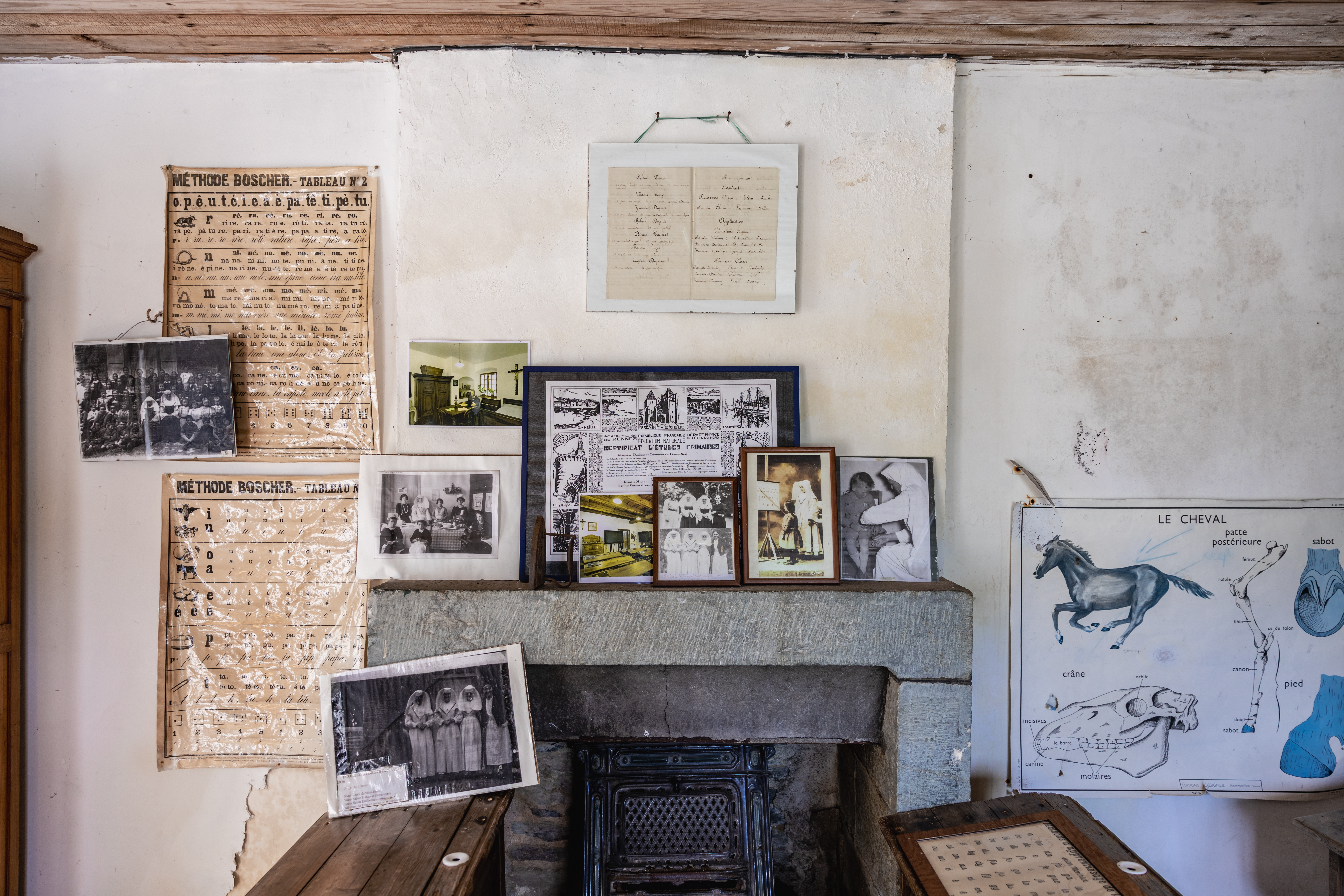
Interieur de l'école

Il faut attendre 1833 pour voir s'établir aux forges une véritable école officielle. Jusque-là, des précepteurs instruisaient les enfants du régisseur, des commis et parfois des forgerons. Au début du XIXe siècle, la Bretagne est globalement très peu instruite par rapport au Nord et à l'Est de la France, et les femmes y sont deux fois plus ignorantes que les hommes. En 1833, la loi Guizot impose aux communes de plus de 500 habitants de créer une école de garçons et de financer son entretien, ainsi que le salaire de l'instituteur. L'école de Perret sera installée ici, une obligation qui n'est pas bien accueillie par le directeur de la forge, qui se voit obligé de trouver un logement pour l'instituteur et de payer tous les frais générés par l'école. Sa correspondance écrite le prouve, le directeur de l'époque considère le chapelain et l'instituteur comme des improductifs qui grèvent le budget.
Aux forges, l'école n'est pas obligatoire. Elle est catholique, mixte et gratuite. L'enseignement qui y était dispensé a permis à plusieurs ouvriers de s'élever dans la hiérarchie de la forge. Vers la fin du XIXe siècle, la congrégation des Filles du Saint-Esprit installe trois religieuses comme enseignantes. L'une d'entre elles était également infirmière. L'école a fonctionné jusqu'en 1968, soit 90 ans après l'arrêt de l'activité sidérurgique.

### Le logis du directeur – le maître de forges
L'expression « maître de forges » fait référence au propriétaire et dirigeant d'établissement métallurgique de production de fer, de fonte ou d'acier. Le système patriarcal qui existe avant la révolution industrielle implique pour le maître de forges de prendre en charge différents frais (médicaux, scolaires, de logement) et d'assurer les vieux jours de ses travailleurs. Il témoigne d'un système de relations sociales particulières entre patron et ouvriers, le paternalisme patronal, stratégie de management pour fixer la main d'œuvre et qui devient avec le temps passant un héritage, une façon d'être, valant aux ouvriers de jouir d'avantages mais étant en même temps une des voies du contrôle social. Le propriétaire possède souvent plusieurs forges et ne réside pas toujours sur place. La demeure du maître des forges est un grand bâtiment construit en deux temps : la partie centrale et le pavillon gauche sont construits au XVIIIe siècle ; le pavillon droit est édifié en 1920 à l'initiative de la comtesse de Luart, grand-mère du comte Jacques de Pontavice. L'élément distinctif et le plus original est le jardin, appelé le Thabor, aménagé en huit terrasses au-dessus du logis. Au sommet, l'orangerie, atelier des jardiniers transformé par le Comte de Janzé en 1924 en château d'eau, et qui offre un panorama sur le site.

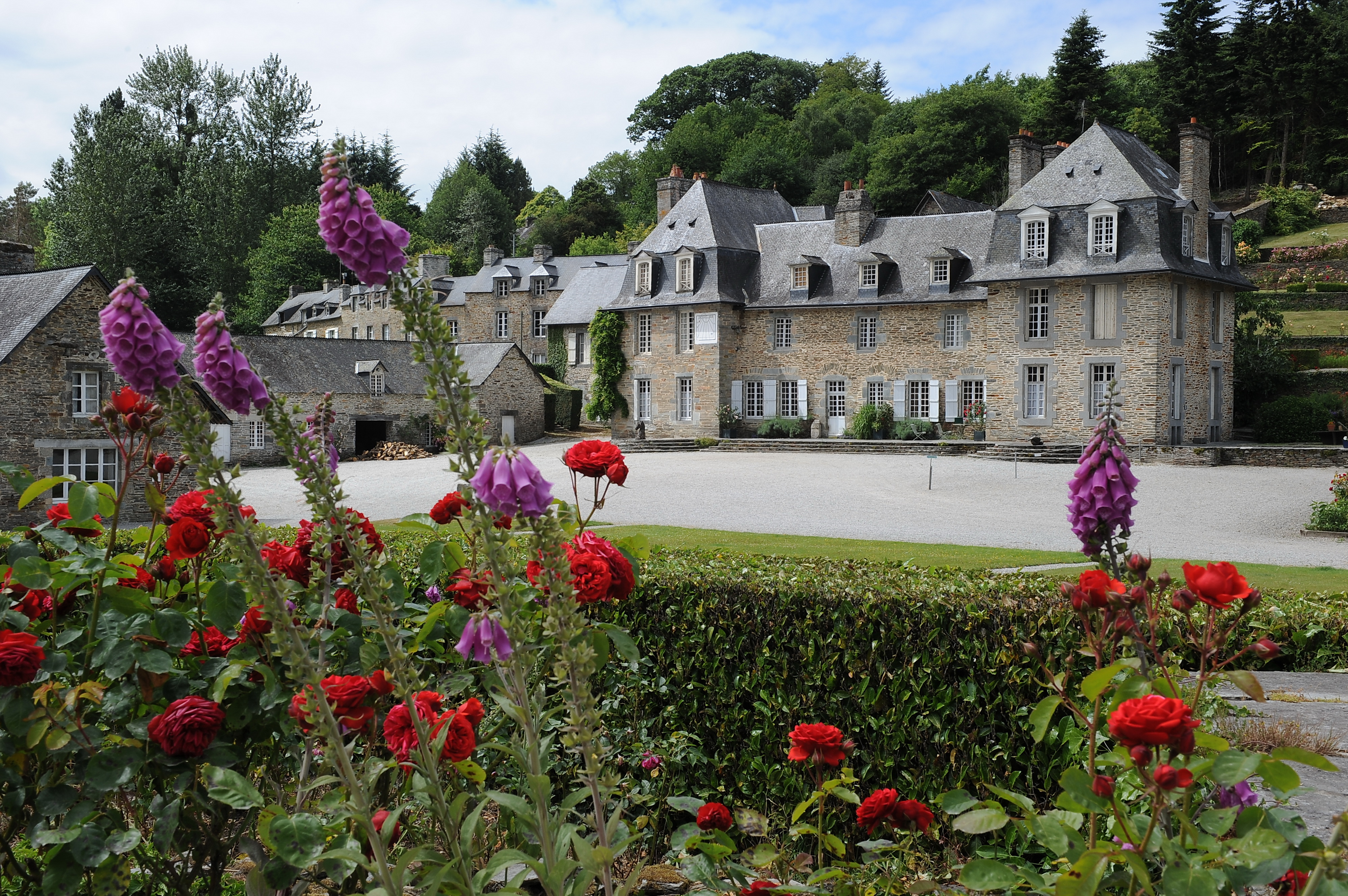
Le logis du directeur.
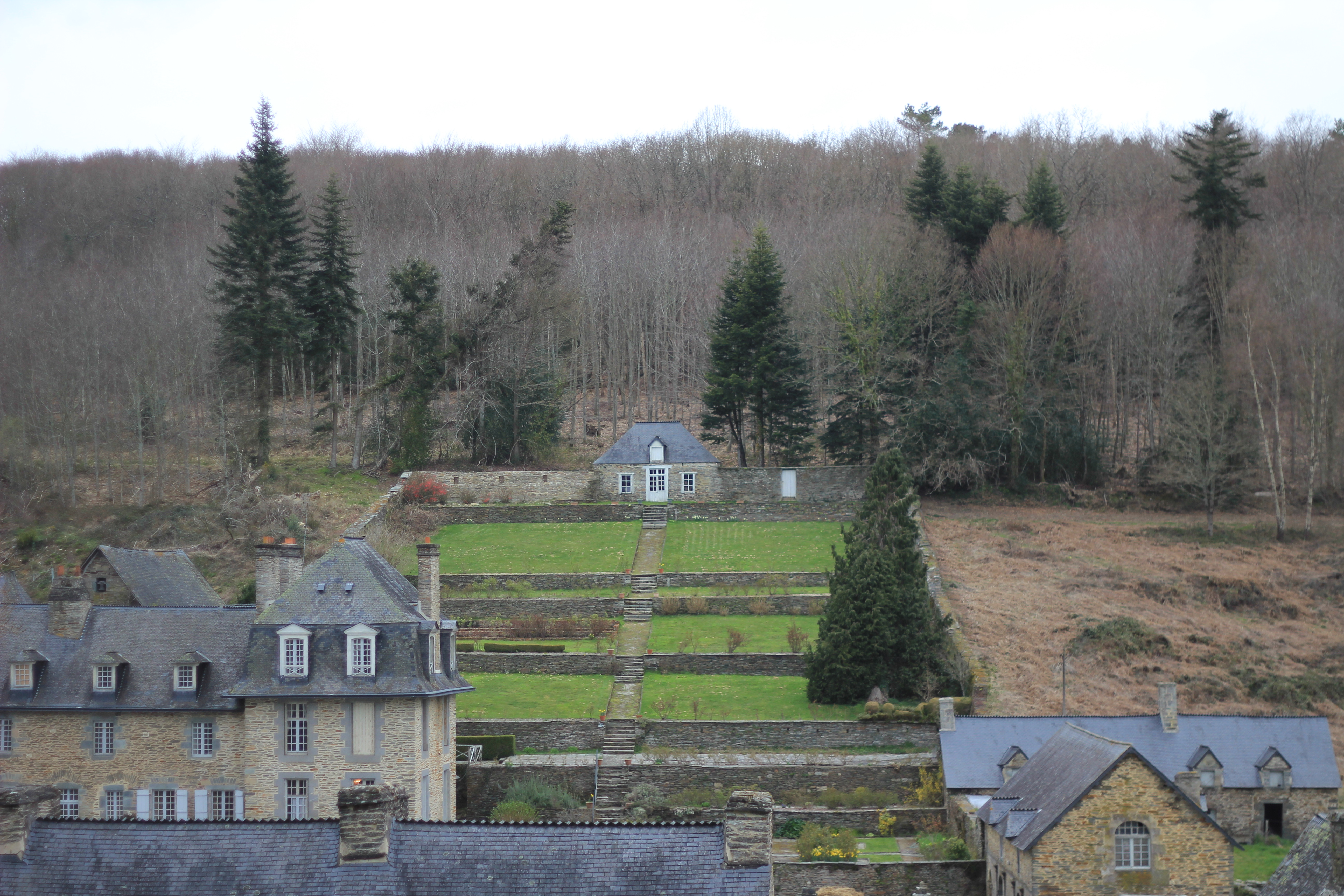
Le Thabor.

### Charpenterie – construction et entretien des machines en bois
La charpenterie et ses techniciens occupent une place centrale dans le quotidien de la communauté. La taille et l'emplacement des bâtiments attestent de leur importance. Les forges ne pouvaient fonctionner que grâce à de nombreuses machines hydrauliques (martinets, soufflets…) toutes mues par des roues en bois qu'il fallait réparer ou changer périodiquement. Un travail important, sans compter la place centrale que le bois occupait dans la vie des villageois. Tous les outils, véhicules et objets du quotidien nécessitaient du bois ! Le charpentier vivait sur le site avec sa famille, dans une maison confortable et ensoleillée. Dans les locaux du charpentier, on trouvait aussi le souffletier, qui fabrique et répare les soufflets du haut-fourneau et des ateliers.

### Chapelle
Les églises des villages voisins étant éloignées de plusieurs kilomètres, la chapelle des forges est indispensable pour que les habitants du village puissent participer à l'office du dimanche. Cette chapelle sans clocher, sans vitraux sans même une croix au sommet de sa toiture (elle fut au départ un temple calviniste), rappelle la sobriété protestante que les Rohan ont insufflée dans la région. Elle est cependant consacrée à Saint Éloi, patron des forgerons, les ouvriers du XVIIIe et XIXe siècles étant catholiques.
Il est impossible de préciser la date de sa construction sans une analyse dendrochronologique de la charpente. Un chapelain, logé dans la maison du régisseur et rétribué, servait la chapelle. Il était parfois remplacé par le curé de Perret. Située à l'arrière du logis, les maîtres pouvaient se rendre directement à la chapelle grâce à un simple escalier et une passerelle.

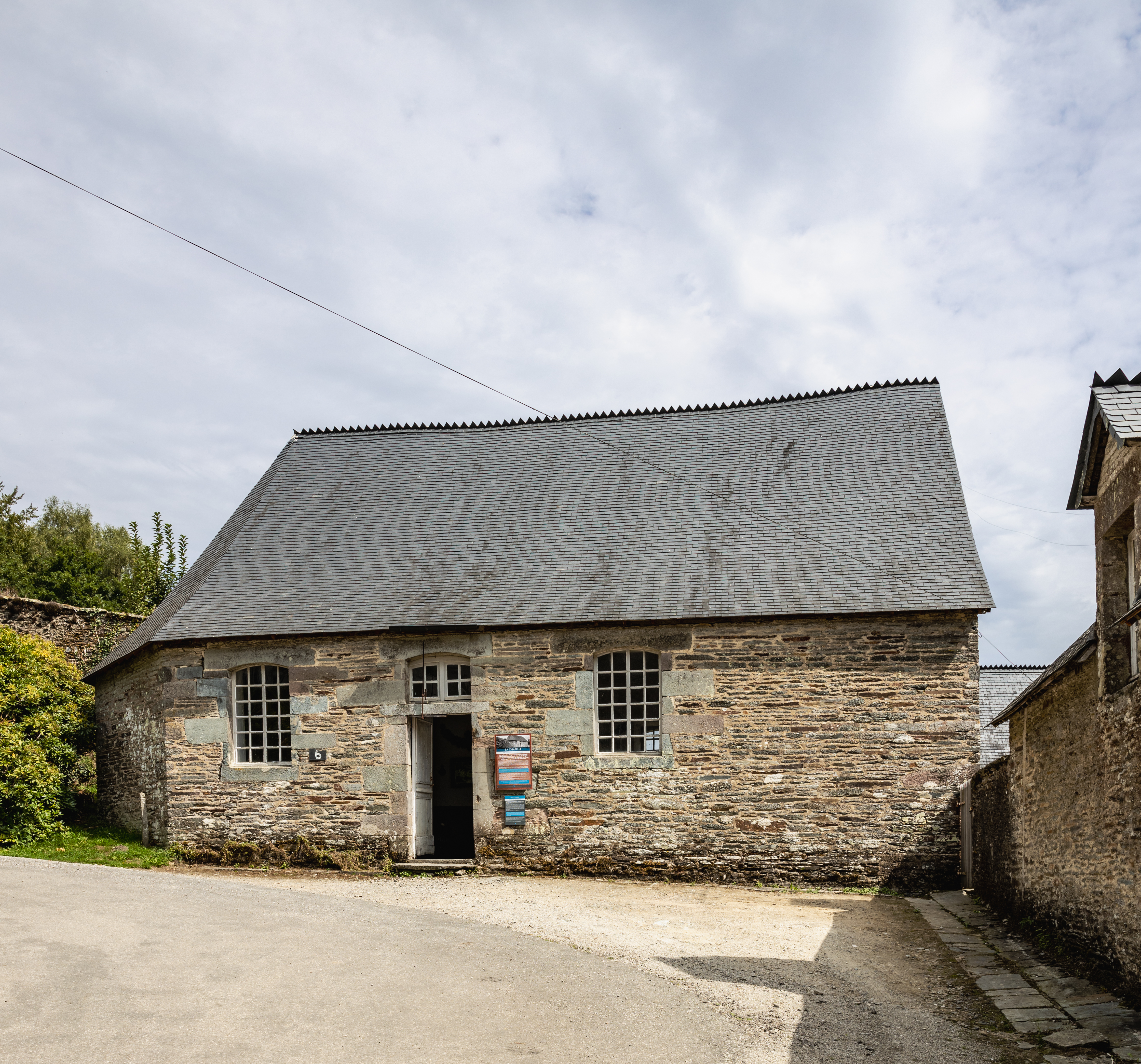
La chapelle (vue extérieure).
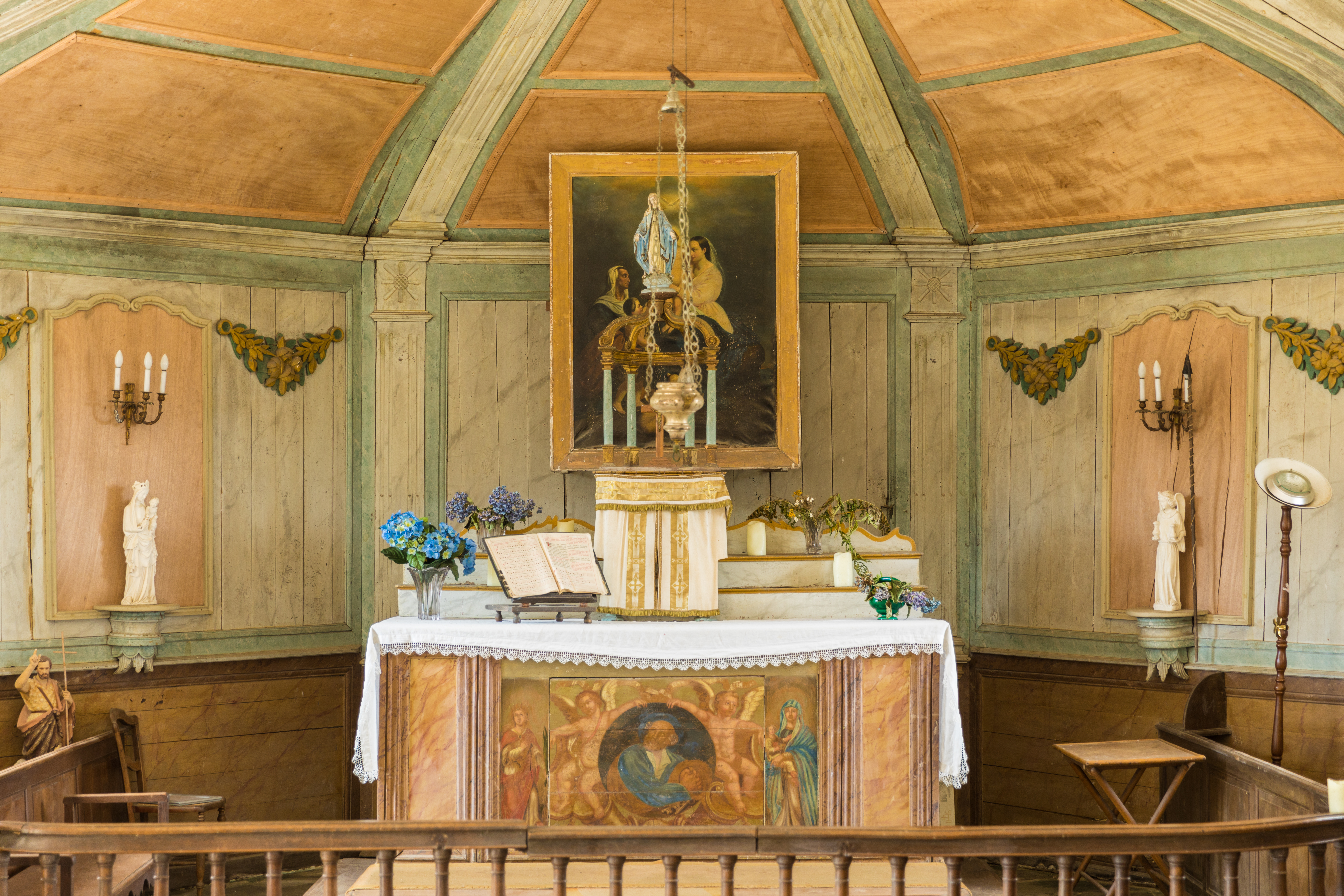
La chapelle (vue intérieure).

### Logis des commis – les chefs d'équipe

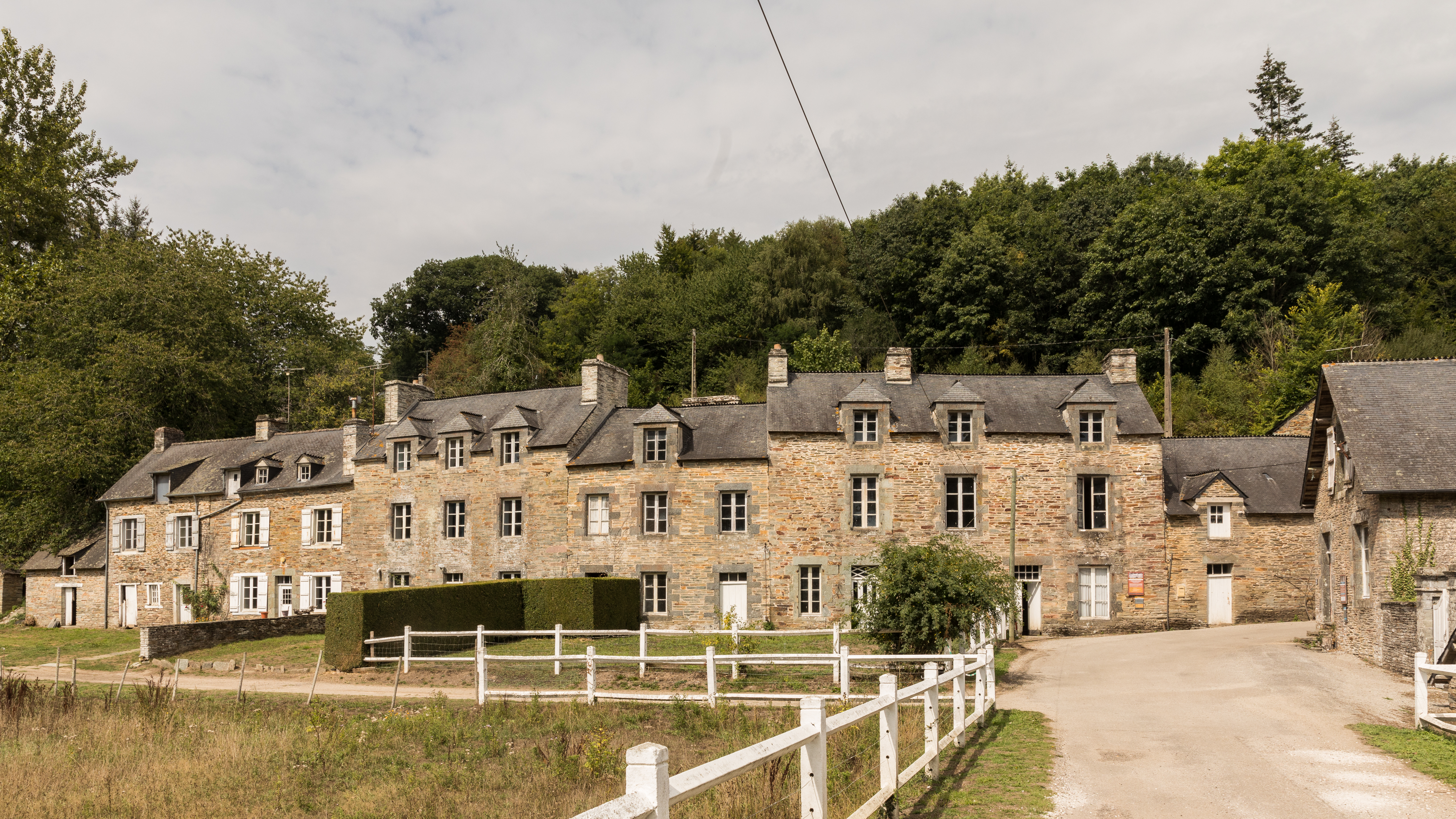
Les maisons des contremaîtres, plus spacieuses, sont dotées d'un étage.

Personnage indispensable à l'organisation de la forge, chaque commis dispose d'un logement pour lui et sa famille. Alignés devant l'étang, ces logis du XIXe siècle bénéficient de l'ensoleillement au sud, d'un jardin et d'arbres fruitiers à l'arrière. Une situation agréable, si l'on omet la présence voisine de l'étang et de ses armées de moustiques. Vecteurs de maladie, ils ont transmis de nombreuses fièvres aux habitants de la forge. Les commis et leur famille décident progressivement de les abandonner pour habiter en haut de la colline, jusqu'à ce que l'étang soit finalement comblé en 1859 pour des raisons sanitaires.

### Régie, lieu de paie
La régie est le bâtiment stratégique du site. Tous les ouvriers y passent pour recevoir leur solde. Tous les échanges monétaires transitent par la régie. C'est ici que les comptes sont tenus par le caissier et le régisseur, le second personnage en importance des forges. Au-delà d'une simple comptabilité, on y reçoit les courriers et les commandes, et on y élabore les salaires des ouvriers. Cependant, il n'était pas rare de voir le régisseur ou le caissier faire à cheval la tournée des clients afin de prendre les commandes et d'encaisser les dernières factures encore impayées. Même si les forgerons bretons sont moins payés que les normands, ils sont enviés par les ouvriers de l'extérieur pour la stabilité de leur situation et l'importance de leur statut. Quant aux régisseurs et aux commis, ils sont payés à l'année. Ils exercent souvent d'autres activités en parallèle, par exemple le négoce de cidre ou de tabac. Le régisseur procédait parfois à des distributions gratuites de nourriture et de vêtements pour les pauvres, et donnait une rente aux veuves.

### Maréchalerie, fabrication et entretien des outils en fer
Très sollicité, le maréchal fabrique et répare toutes les pièces en fer des machines de la forge et des charrettes. Le maréchal de forge collabore activement avec le souffletier et le charpentier. À eux trois, ils fabriquent l'essentiel de l'outillage et de la machinerie des forges. Mais le maréchal est aussi « taillandier », c'est-à-dire un forgeron spécialisé dans la confection d'objets tranchants. Il fabrique également les outils nécessaires aux forgerons, aux bûcheurs et aux mineurs. À l'occasion, le maréchal peut également devenir « ferrant » et s'occuper des chevaux de la forge afin de voir grossir ses revenus.

### Cantine, le lieu de détente

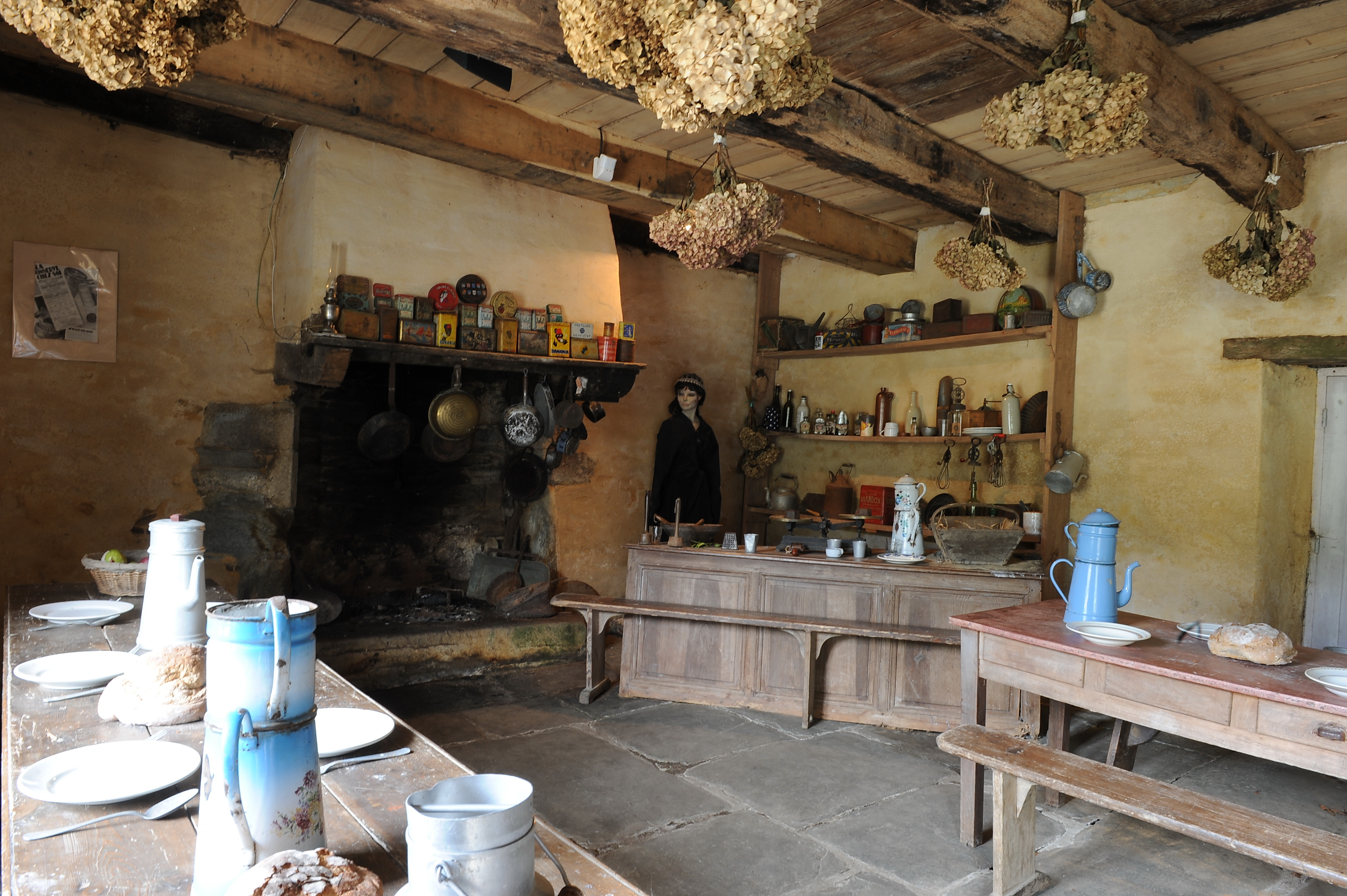
Reconstitution de la cantine.

La cantine est le lieu de rencontre où les ouvriers de l'intérieur et de l'extérieur viennent boire et se distraire. La cantine est l'endroit où les ouvriers se retrouvent pour boire du cidre fait maison et de l'eau-de-vie, particulièrement le dimanche après la paie. Ce lieu joue aussi le rôle d'épicerie et l'on peut s'y procurer chandelles, allumettes, huile, savon, graisse, amidon, résine, œufs, poudre à fusil, fil et aiguilles… Il sert également de salle des fêtes qui réunit les familles d'ouvriers pour célébrer les mariages, les baptêmes et d'autres festivités. Enfin, la cantine fait également office d'auberge avec son écurie. Elle accueille les marchands ambulants qui sillonnent les campagnes bretonnes et les voyageurs de passage avec leurs chevaux. Le pain est produit sur place grâce à deux fours construits à proximité. Sous la direction de la famille Janzé, les cantiniers étaient indépendants et payaient une ferme de 500 francs par an à la forge. La cantine était louée généralement à un couple de cabaretiers. Dans le cas contraire, d'anciens ouvriers remplissaient ce rôle. Quand une commande urgente nécessitait de travailler la nuit, le régisseur payait le cidre et le repas aux forgerons. Après la cessation de l'activité en 1878, la cantine continue à fonctionner sous la forme d'un café-épicerie jusqu'en 1954.

### Haut-fourneau
Des wagonnets, chargés de minerai de fer broyé, de castine et de charbon de bois, sont poussés sur la passerelle depuis les halles de stockage, jusqu'au gueulard du fourneau où ils sont basculés. Les dresseurs (ouvriers qui garnissent le fourneau) introduisent ces matières premières par couches successives à mesure que la descente des charges précédentes. Le combustible porte la température du four à 1536° à laquelle s'opère la fusion du minerai. Dans le haut-fourneau allumé en novembre jusqu'en juillet et fonctionnant nuit et jour, s'opère la transformation du minerai en fonte. Généralement, les coulées ont lieu toutes les neuf heures. La fonte en fusion s’écoule par une rigole, vers une tranchée de sable au niveau de la halle de coulée (à la place du bassin qui n'existait pas à l'époque) pour être coupée en gueuses, ou vers des moules pour obtenir des objets finis.
Construit en 1841 pour relancer la production, le bâtiment du haut-fourneau est modernisé quelques années plus tard grâce l'installation d'une soufflerie à pistons. En 1859, le maître de forges Garnier commande un nouveau haut-fourneau entièrement constitué de briques aux architectes Thomas et Laurens, ingénieurs de l'École Centrale. L'exploitation se termine en 1877. Seuls quatre cinq hommes restent et continuent de produire des gueuses de mauvaise fonte qu'ils expédient en Basse-Indre, au sud de Nantes, via le canal de Nantes à Brest, qui vient d'ouvrir. Le haut-fourneau est finalement démonté en 1914 afin de pouvoir vendre les briques qui le constituent. Seul demeure aujourd'hui son bâtiment protecteur.

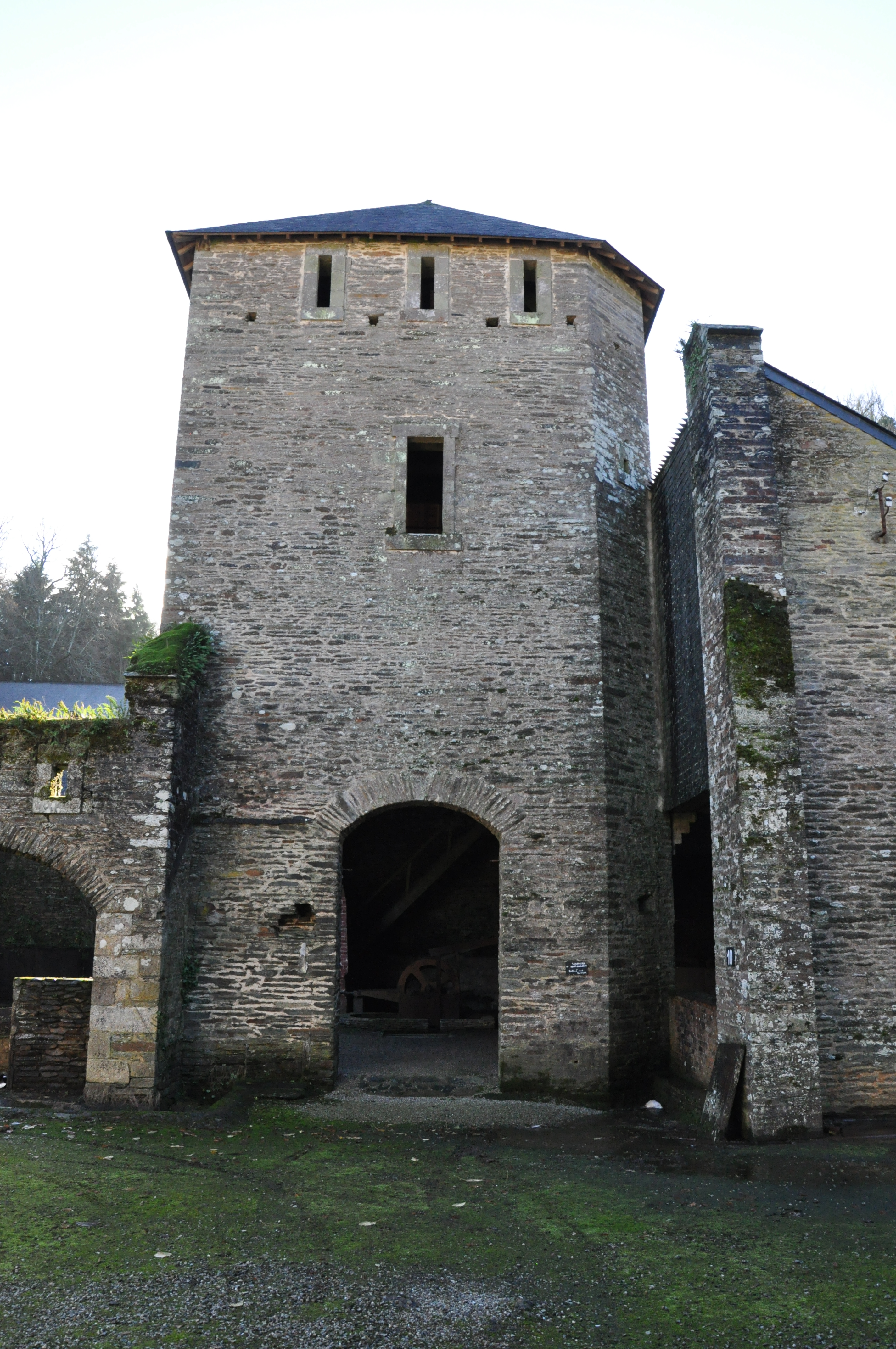
La tour du haut-fourneau.
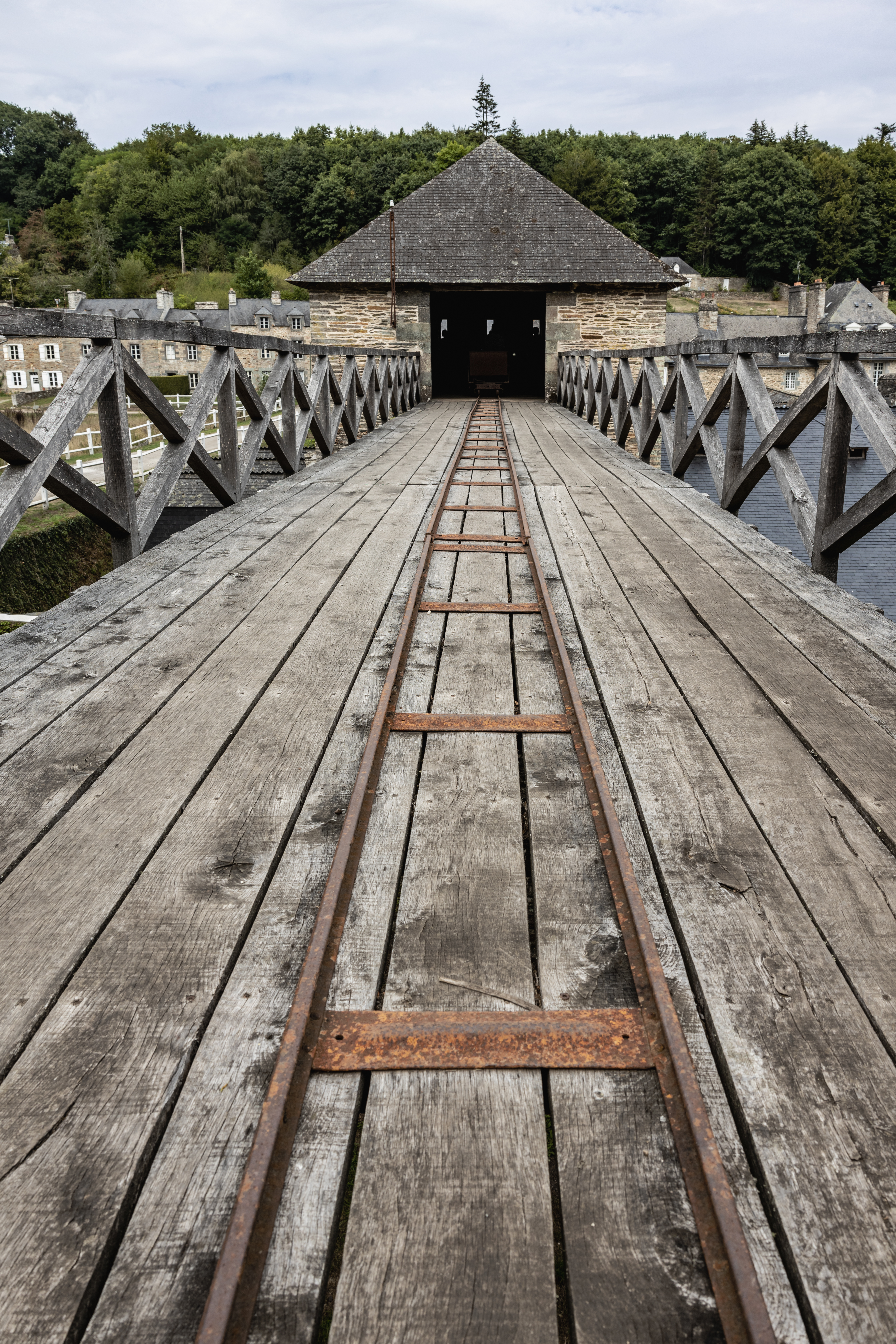
Rampe d'accès au gueulard[Note 16].

### Fonderie: du fer brut au fer marchand
La fonderie permet de transformer les barres de fer brut, préalablement réchauffées au four, en les écrasant entre les deux rouleaux d'un aplatissoir. On obtient ainsi du fer marchand, de la carriole ou des verges à clous.
La fonderie des forges des Salles a été construite au XVIIe siècle. À l'époque, il s'agissait d'une évolution inédite. La technique consistait à chauffer le fer pour en faire des barres laminées et allongées. Elles étaient ensuite présentées dans des rouleaux appelés « taillants » pour en faire des plaques. Le « taillant » est une sorte d'aplatissoir, constitué de disques d'acier disposés en quinconce et constamment arrosés. Cette opération s'effectuait en plusieurs passes afin d'obtenir les plaques de l'épaisseur désirée. Les plaques étaient ensuite fendues dans leur longueur entre deux cylindres à taillants pour former des barres de sections différentes. Finalement, on obtenait des fers carrés et des verges à clous, une spécialité bretonne vendue jusqu'à Bordeaux par le port d'Hennebont. « Il a été fendu 170 000 kg de vergettes, 3 000 kg de feuillard et passé pour fer à chevaux, 20 000 kg de fer carré et 5 000 kg pour bande de charrettes, total 19 800 kg… » écrit Mario à l'ingénieur des mines en 1832.
La fonderie était construite près d'un étang afin de profiter d'une chute d'eau suffisante pour mouvoir les machines. Avec ses deux roues à aubes, la fenderie est une très grande consommatrice d'eau. Comme la sécheresse représente un problème sérieux et récurrent, la fonderie ne fonctionne que lorsque c'est absolument nécessaire, soit cinq à six fois par an… Mario l'atteste par exemple dans une lettre avec de Janzé en 1833 : « Depuis 8 jours notre forge est tout à fait en chômage afin de conserver l'eau pour faire aller notre fonderie pendant 2 jours s'il est possible. »

### Moulerie: les objets en fonte
La moulerie se trouve juste à côté du haut-fourneau. On y fabrique toutes sortes d'objets en fonte comme des boulets ramés pour canon, des marmites, chaudrons et trépieds, des plaques de cheminée, des palets, des ancres ou des saumons de lest pour les navires, et des outils divers (socs de charrue, enclumes…). Les objets plus imposants étaient directement coulés sur un sol en sable humecté, à l'aide d'un « écheneau » (rigole) reliée au canal de coulée de la fonte. Cadres en bois, formes en fer ou en cuivre permettaient de créer des moules en sable de bonne qualité, dans lesquels le bolier[Quoi ?] façonnait toutes sortes d'objets ménagers, pièces et outils pour la forge. Parfois, des pièces d'artillerie étaient commandées, comme en 1756 lorsque l'arsenal de Lorient commanda 3 100 boulets de canon aux forges. Un tiers de la production étaient des « pièces manquées » qui étaient remontées au gueulard du fourneau des Salles pour être refondues. Les pièces réussies devaient ensuite être limées pour enlever le sable du moule. Les femmes étaient quelquefois employées à cette tâche : dessabler à l'aide de grosses limes les marmites et chaudrons.
En 1847, les forges des Salles ont produit plus de 14 000 kg de fonte moulée.

## Éléments naturels indispensables pour une forge

### Eau
Dans une exploitation sidérurgique, l'eau est aussi importante que le bois ou le minerai. L'eau joue un rôle particulièrement important dans le fonctionnement des forges. Elle représente avant tout la force motrice nécessaire au fonctionnement du haut fourneau et de ses ateliers, mais elle est aussi primordiale dans le processus de lavage du minerai. C'est pourquoi les forges sont toujours construites en aval d'un étang ou d'un cours d'eau afin de disposer de la hauteur de chute nécessaire pour actionner des roues à aubes ou à augets. À l'époque, ces retenues d'eau faisaient l'objet de toutes les attentions. Sans eau, pas de force motrice, pas d'activité sidérurgique et donc pas de travail. Pour assurer un débit suffisant à la création d'une énergie hydraulique, quatre étangs furent aménagés en 1622 pour alimenter la forge. Pour les alimenter, un bief de 4 km fut creusé à main d'homme et relié à un cours d'eau en amont de l'actuel lac de Guerlédan. Ce même cours d'eau se jette ensuite dans le canal de Nantes à Brest. Hélas, ce n'est pas suffisant. Par manque d'eau, les forges ne pouvaient fonctionner que huit à neuf mois par an, faute de débit suffisant. Les registres d'ateliers d'octobre 1833 rapportent des plaintes incessantes pour arrêts inopinés de la fabrication. Cela causait un manque à gagner pour le propriétaire, mais surtout pour les ouvriers, payés à la tâche, dont la subsistance était exclusivement liée au travail à la forge.

### Bois
Tout comme l'eau, le bois est une ressource cruciale pour le bon fonctionnement de la forge. Mais d'immenses quantités de charbon de bois sont nécessaires, car il n'existe alors pas d'autre combustible. L'implantation des forges en milieu forestier s'explique avant tout par l'important besoin qu'en avait cette industrie.
Trois massifs importants existaient alors en Bretagne : Paimpont (8 000 ha), Quénécan (3 600 ha) et la région de Loudéac. À l'apogée de sa production, la forge faisait vivre une dizaine de charbonniers, une centaine de charbonniers, et dévorait annuellement 150 ha (soit 1/20e de la forêt de Quénécan) ce qui représente neuf à 12 000 cordes de bois, deux fois plus que ne pouvait offrir la forêt. De tels besoins ont entraîné des conflits entre les différents directeurs de forges qui devaient se partager les mêmes ressources. Les réserves s'épuisaient et la qualité des forêts s'appauvrissait. Cette situation continua d'empirer jusqu'au XIXe siècle, lorsque le Code forestier de 1827 incita la famille de Janzé à prendre des mesures de protection, de plantation et de restauration afin de revitaliser leur domaine.

### Minerai de fer
En Centre-Bretagne, le minerai de fer est une ressource abondante. Faute de législation, des carrières, de taille variable, bourgeonnent un peu partout, au point d'endommager champs et chemins. Des affleurements de minerai de fer (magnétite et hématite brune) existent tout le long des Montagnes Noires, mais c'est surtout sur le massif granitique de Rostrenen et Séglien, dans les collines de Quénécan, que l'on trouve les gisements les plus importants. Certaines mines se présentent en grandes tranchées de plusieurs centaines de mètres de longueur, d'autres comme des excavations à flanc de coteau. Toute la région est parsemée de puits plus ou moins larges, plus ou moins profonds. Au XIXe siècle, le minerai de fer est extrait du sol depuis 200 ans et nombre de mines ont déjà été abandonnées, soit par épuisement du minerai, soit parce qu'elles devenaient impossibles à exploiter, et souvent parce qu'elles étaient inondées. Les veines les plus importantes dans la région se trouvaient dans un rayon de 5 km des forges. Leur proximité diminuait le coût de voiturage. Mais certaines mines étaient aussi exploitées à Morlaix ou à Noyal-Pontivy, à 20 km.
Les sites d'extraction du minerai de fer sont nombreux autour des forges des Salles. Extraits d'archives, 1824 : « Le minerai de Gouarec est bon et nous avons des filons bien assurés », « Le filon de Gouarec est un filon superbe et nous sommes assurés d'une quantité de minerai considérable. »

## Métiers de la forge
De nombreux corps de métiers travaillent en forêt et s'organisent en fonction des saisons et des besoins en matières premières des forges, mais aussi des tanneries. Finalement, chaque partie de l'arbre est utilisée. En 1850, environ 400 personnes travaillent dans la forêt de Quénécan.

### Maître de forges et le régisseur
Trois postes de gouvernance sont nécessaires au fonctionnement d'une forge : le propriétaire qui est maître de forges, le directeur de l'usine et le régisseur du domaine. Il est possible pour une même personne de cumuler plusieurs fonctions.
Propriétaire ou non, le maître de forges est le véritable directeur de l'entreprise qui coordonne les différentes étapes du fer. Souvent absent de la propriété au XIXe siècle, il est secondé par un régisseur avec lequel il entretient une correspondance très régulière, qui lui est source d'informations précieuses. Hommes (ou femmes) de pouvoir et d'influence, les maîtres de forges s'adonnent souvent à la politique. Les propriétaires actuels des Forges des Salles sont les descendants directs de Louis-Henri de Janzé, qui a racheté le domaine aux Rohan en 1802.
Le régisseur représente le maître de forges, mais ne prend aucune décision sans son accord. Il occupe une place sociale dominante, participe souvent à la vie municipale et joue un rôle de médiateur entre les ouvriers. Il est responsable de l'administration du site : recherche des coupes de bois, entretien de la forêt, approvisionnement de la forge, embauche des ouvriers et du personnel de maison, entretien de la maison du maître de forges et gestion de la comptabilité générale. Il consigne ainsi sur les livres de caisse toutes les réparations, les pensions des veuves et les autres dépenses. Enfin, il dirige les employés de maison (cuisinière et jardinier mais également parfois cocher, femme de chambre, maître-chien). Il est souvent aidé par un caissier ou un commis. En 1839, il gagne 150 francs par mois, auxquels s'ajoutent de nombreux avantages en nature comme un confortable logement.

#### Régisseurs et directeurs de 1802 à 1880
- 1802 - 1826 : Raymond Bourdonnay du Clézio
- 1826 - 1841 : Étienne Mario
- 1841 - 1860 : Charton et Girard
- 1860 - 1865 : Michaux
- 1875 : Collet et Déchin

### Commis, seconds de la direction
Les commis encadrent le personnel de l'usine. En tant que principaux interlocuteurs du régisseur, leurs fonctions sont aussi importantes que leur statut n'est respecté. Tous les commis sont chargés d'un secteur précis :
- le commis à la forge ;
- le commis aux mines ;
- le commis au fourneau ;
- le commis au bois (ou surgarde) ;
- le commis à la balance ;
- le commis à la balance est chargé de contrôler les quantités de charbon de bois, de minerai et de castine qui arrivent à l'usine. Il pèse aussi les produits finis ;
- le caissier.